# The Double (film 1910)
The Double è un cortometraggio del 1910. Il nome del regista non viene riportato nei titoli. La sceneggiatura è firmata da Katharine Boland Clemens.

## Produzione
Il film fu prodotto dall'Independent Moving Pictures Co. of America (IMP)

## Distribuzione
Il film - un cortometraggio in una bobina - uscì nelle sale il 14 novembre 1910, distribuito dalla Motion Picture Distributors and Sales Company.